# Cirila Ubaldina García Díaz
Cirila Ubaldina García Díaz   (La Calzada de Béjar, 1893 - Quintana del Puente, 6 de setembre de 1936) fou una mestra repúblicana d'ideologia socialista, membre de la FETE i la UGT assassinada i vexada per un escamot feixista als inicis de la Guerra Civil.

## Biografia
Nascuda a La Calzada de Bejar (Salamanca) Es va graduar a l'escola de magistèri de Palència. Va exercir a Baños de Cerrato i altres escoles de la província.
Casada amb Esteban Delgado Cidón fou mare de quatre fills. El 1931 es traslladaren a Palència i fou nomenada directora del col·legi Modesto Lafuente on va coincidir amb la mestra Sofía Polo Giménez i el seu marit Arturo Sanmartín Suñer, inspector de l'ensenyament primari.
Afiliada a la Federación de Trabajadores de la Enseñanza (FETE) i a la UGT El 1934 va rebre de la Dirección General d'Instrucció Pública, el premi al mèrit docent.

## Repressió i mort
El 19 de Juliol de 1936 amb el triomf del cop d'estat franquista, el cap de la Falange palentina formà una brigada composta per falangistes i guardies civils que van recórrer els pobles de la província instaurant el terror i eliminant amb contundència qualsevol tipus de resistència republicana.
Una de les víctimes fou la mestra Sofía Polo Giménez que s'havia quedat per dirigir les colonies d'estiu. El 13 d'agost fou segrestada, violada, i brutalment assassinada. Mentrestant Arturo Sanmartín Suñer, el seu marit, s'havia refugiat al soterrani del grup escolar Modesto Lafuente, on Ubaldina tenia el seu domicili particular, impedint qualsevol registre malgrat els trets intimidatoris que disparaven els falangistes contra l'edifíci. Carmen, la filla gran d'Ubaldina era l'encarregada de baixar-li el menjar.
El dia 1 de setembre de 1936 Palència ja estava enquadrada en el Nou Estat Nacional Catòlic i es va iniciar solemnement el curs escolar amb el lema:La Restauració del Crucifix. Ubaldina va assistir a l'acte acompanyada de la seva filla Mª LLuïsa. El bisbe Manuel Gonzalez García es va referir a ella i davant de tothom l'acusà d'haver retirat els crucifixos de les escoles i haver prescindit de la religió durant la República.
Un cop al carrer, una multitud enfurismada la va increpar i els falangistes la van saparar violentament de la seva filla enduent-se-la al Govern Civil, passejada i humiliada pels carrers i posteriorment conduïda a la presó..
Malgrat les gestions que van fer el seu marit que era catòlic, les filles i el Delegat de L'Adoració Nocturna Ciriaco Jurro, ni il bisbe, ni les autoritats van donar cap resposta.
El 6 de setembre, sense judici previ, un camió la va treure de la presó juntament amb un grup de persones entre les quals hi havia la mestra de Brañosera Isabel Esteban Nieto, i la mestra de 18 anys Consuelo Rodríguez Baranda, que era col·laboradora de Sofia Polo Giménez a les colonies escolars. Tots ells foren afusellats a la tàpia del cementiri de Quintana del Puente.
Arturo Sanmartín Suñer també fou capturat, passejat i escarnit per Palència abans d'ésser afusellat el 8 de setembre de 1936.
Els cossos foren enterrats en fosses comunes i mai han estat localitzats.
Monsenyor Manuel Gonzalez García, qui havia acusat Ubaldina, fou canonitzat el 2016 pel Papa Francesc.